# Мікі Вільяр
Мікі Вільяр (ісп. Miki Villar, нар. 19 вересня 1996, Нігран) — іспанський футболіст, нападник польського клубу «Ягеллонія». Виступав також за низку іспанських і закордонних клубів. Володар Кубка Польщі і Суперкубка Польщі.

## Ігрова кар'єра
Мікі Вільяр народився 1996 року в місті Нігран. Розпочав займатися футболом у юнацькій команді футбольного клубу «Сельта Віго», пізніше грав за юнацьку команду клубу «Рапідо де Боусас». У 2013 році Вільяр розпочав грати за основну команду клубу «Рапідо де Боусас», в якій грав до 2015 року. У 2015 році футболіст перейшов до складу клубу «Понтеведра», проте вже за рік його віддали в оренду назад до клубу «Рапідо де Боусас». У 2016—2017 роках Вільяр знову грав у складі клубу «Понтеведра», а в 2017—2018 роках грав у складі клубу «Бойро».
У 2018 році нападник перейшов до клубу «Компостела», у складі якого грав до 2021 року. З 2021 до 2023 року футболіст виступав у складі клубу «Ібіса».
У 2023 році Вільяр перейшов до складу польського клубу «Вісла» (Краків). У сезоні 2023—2024 років іспанський нападник у складі команди став володарем Кубка Польщі.
з 2024 року Мікі Вільяр грає у складі іншого польського клубу «Ягеллонія». у складі нового клубу футболіст у 2024 році став володарем Суперкубка Польщі.

## Титули і досягнення
- Володар Кубка Польщі (1):

«Вісла» (Краків): 2023–2024
- Володар Суперкубка Польщі (1):

«Ягеллонія»: 2024